# Pileostegia
Pileostegia é um género botânico pertencente à família Hydrangeaceae.
Segundo o sistema de classificação Angiosperm Phylogeny Website trata-se de um sinónimo de Schizophragma Siebold & Zucc.
É originário do Sul da Ásia, onde se distribui pela China, Índia e Japão. É composto por 5 espécies descritas e destas  2 são aceites.

## Descrição
São arbustos de folha perene, com raízes aéreas. As folhas são opostas, pecioladas; a margem da lâmina é inteira ou dentada. A inflorescência terminal produz uma panícula corimbosa. As flores são bissexuais e pequenas. O fruto é uma cápsula con 4 ou 5 valvas, deiscente. As sementes são numerosas, oblongas, levemente comprimidas, com asas membranosas em ambos os extremos.

## Taxonomia
O género foi descrito por Joseph Dalton Hooker e Thomas Thomson e publicado em Journal of the Linnean Society, Botany 2: 57, no ano de 1858.

## Espécies
As espécies aceites são:
- Pileostegia tomentella Hand.-Mazz.
- Pileostegia viburnoides Hook.f. & Thomson